# McLaren MCL36
De McLaren MCL36 is een Formule 1-auto die gebruikt werd door het Formule 1-team van McLaren in het seizoen 2022. De auto is de opvolger van de McLaren MCL35M. De MCL36 rijdt met een motor van Mercedes.

## Resultaten
| Kleur  | Resultaat                       |
| ------ | ------------------------------- |
| Goud   | Winnaar                         |
| Zilver | Tweede plaats                   |
| Brons  | Derde plaats                    |
| Groen  | Gefinisht (punten behaald)      |
| Blauw  | Gefinisht (geen punten behaald) |
| Blauw  | Niet geklasseerd (NC)           |
| Paars  | Uitgevallen (DNF)               |
| Rood   | Niet gekwalificeerd (DNQ)       |

| Kleur   | Resultaat                              |
| ------- | -------------------------------------- |
| Zwart   | Gediskwalificeerd (DSQ)                |
| Wit     | Niet gestart (DNS)                     |
| Blanco  | Gewond (INJ)                           |
| Blanco  | Uitgesloten (EX)                       |
| Blanco  | Teruggetrokken (WD) / Niet deelgenomen |
| 1, 2, 3 | Sprint positie (punten behaald)        |
| P       | Poleposition                           |
| S       | Snelste ronde                          |

| Jaar | Chassis en banden | Motor               | Coureurs         | 1   | 2   | 3   | 4   | 5   | 6   | 7   | 8   | 9   | 10  | 11  | 12  | 13  | 14  | 15  | 16  | 17  | 18  | 19  | 20  | 21   | 22  | Punten | WK-plaats |
| ---- | ----------------- | ------------------- | ---------------- | --- | --- | --- | --- | --- | --- | --- | --- | --- | --- | --- | --- | --- | --- | --- | --- | --- | --- | --- | --- | ---- | --- | ------ | --------- |
| 2022 | MCL36 P           | Mercedes-AMG F1 M13 |                  | BHR | SAR | AUS | EMI | MIA | SPA | MON | AZE | CAN | GBR | OOS | FRA | HON | BEL | NED | ITA | SIN | JPN | VST | MXS | SAP  | ABU | 159    | 5         |
| 2022 | MCL36 P           | Mercedes-AMG F1 M13 | Daniel Ricciardo | 14  | DNF | 6   | 618 | 13  | 12  | 13  | 8   | 11  | 13  | 9   | 9   | 15  | 15  | 17  | DNF | 5   | 11  | 16  | 7   | DNF  | 9   | 159    | 5         |
| 2022 | MCL36 P           | Mercedes-AMG F1 M13 | Lando Norris     | 15  | 7   | 5   | 53  | DNF | 8   | 6   | 9   | 15  | 6   | 7   | 7   | 7   | 12  | 7   | 7   | 4   | 10  | 6   | 9   | 7DNF | 6   | 159    | 5         |